# 心の友 (アルバム)
『心の友 』（こころのとも、原題：With a Little Help from My Friends）は、イングランドの歌手ジョー・コッカーが1969年に発表した初のスタジオ・アルバム。

## 背景
コッカーは1964年にデッカ・レコードからデビュー・シングル「I'll Cry Instead」（ビートルズのカヴァー）を発表するが、すぐにデッカとの契約を失い、1965年よりクリス・ステイントンをパートナーに迎えてライヴ活動を行った。そして、1968年にEMI傘下のリーガル・ゾノフォン・レコードから、ステイントンとの共作による再デビュー曲「マジョリーン」を発表して全英シングルチャートで48位を記録し、同年にはビートルズのカヴァー「心の友」が全英1位のヒットとなった。後者はアメリカでも、1968年12月14日付のBillboard Hot 100で68位に達した。
ステイントンは本作の大部分の曲でベースを弾き、一部の曲ではピアノやオルガンも兼任したが、唯一ロサンゼルス録音の「フィーリング・オールライト」（トラフィックのカヴァー）では、キャロル・ケイがベースを担当した。本作のレコーディングには、既にスタジオ・ミュージシャンとして引く手あまただったジミー・ペイジが参加しているが、その後ペイジはレッド・ツェッペリンの活動に集中するため、スタジオ・ミュージシャンとしての依頼を断るようになったという。

## 反響・評価
アメリカでは1969年7月26日付のBillboard 200で最高35位を記録し、リリースから約1年半後の1970年11月には、RIAAによりゴールドディスクの認定を受けた。一方、母国イギリスでは、オリジナル・リリース時は全英アルバムチャート入りを逃す結果となった。
ロバート・クリストガウは1969年8月17日付の『ニューヨーク・タイムズ』紙において「彼は"Bye Bye Blackbird"や"A Little Help From My Friends"といった軽快な小品を、人間の根源的な叫びへ転化させることに見事に成功しており、さらに、彼が取り上げた"Feelin' Alright"は、スリー・ドッグ・ナイトのヴァージョンはおろか、スティーヴ・ウィンウッドとトラフィックによるオリジナルよりも良い」「彼はロック界においてジャニス・ジョプリンの男性版と言えるほど、個性的な手法で、他人の曲に秀逸な解釈をしている」と評している。また、Bruce Ederはオールミュージックにおいて5点満点中4点を付け「アルバムを牽引しているのは、それ自体が一つの楽器と言える、コッカーのソウルフルでザラついた声である」「意表を突いたアレンジ、テンポ、音楽的アプローチもあって、規格外のアルバムに仕上がっている」と評している。

## リイシュー
1972年にフライ・レコードから発売された再発LPは、本作と次作『Joe Cocker!』を抱き合わせた2枚組となっており、このエディションは全英アルバムチャートで最高29位を記録した。後に日本のテイチクから発売された再発CDも、本作と『Joe Cocker!』を1枚のCDに抱き合わせた内容である。
1999年にA&Mレコードから発売されたリマスターCDには、シングルB面曲の「The New Age of Lily」と「Something's Coming On」がボーナス・トラックとして収録され、2012年発売の日本流通盤CD (CRCD-3479)も同様の内容となった。

## 収録曲
特記なき楽曲はジョー・コッカーとクリス・ステイントンの共作。
1. フィーリング・オールライト - Feeling Alright (Dave Mason) - 4:13
2. バイ・バイ・ブラックバード - Bye Bye Blackbird (Ray Henderson, Mort Dixon) - 3:30
3. チェンジ・イン・ルイーズ - Change in Louise - 3:25
4. マジョリーン - Marjorine - 2:40
5. ジャスト・ライク・ア・ウーマン - Just Like a Woman (Bob Dylan) - 5:19
6. 影 - Do I Still Figure in Your Life? (Pete Dello) - 4:01
7. サンドペイパー・キャディラック - Sandpaper Cadillac - 3:19
8. 悲しき願い - Don't Let Me Be Misunderstood (Gloria Caldwell, Sol Marcus, Bennie Benjamin) - 4:44
9. 心の友 - With a Little Help from My Friends (John Lennon, Paul McCartney) - 5:14
10. アイ・シャル・ビー・リリースト - I Shall Be Released (B. Dylan) - 4:41

### 1999年リマスターCDボーナス・トラック
1. The New Age of Lily - 2:19
2. Something's Coming On - 2:15

## 参加ミュージシャン
- ジョー・コッカー - ボーカル
- デヴィッド・ベネット・コーエン - ギター(on #1)
- ジミー・ペイジ - ギター(on #2, #4, #5, #7, #9)
- トニー・ヴィスコンティ - ギター(on #2)
- ヘンリー・マッカロク - ギター(on #3, #6, #8, #10)
- アルバート・リー - ギター(on #4)
- クリス・ステイントン（英語版） - ピアノ(on #2, #3, #4, #7)、オルガン(on #2, #7)、ベース(#1を除く全曲)
- アーティ・バトラー - ピアノ(on #1)
- トミー・アイアー - ピアノ(on #5, #8)、オルガン(on #9)
- マシュー・フィッシャー - オルガン(on #5)
- スティーヴ・ウィンウッド - オルガン(on #6, #10)
- キャロル・ケイ - ベース(on #1)
- ポール・ハンフリー - ドラムス(on #1)
- クレム・カッティーニ - ドラムス(on #2, #4, #7)
- マイク・ケリー - ドラムス(on #3, #6, #10)
- B・J・ウィルソン - ドラムス(on #5, #9)
- ケニー・スレイド - ドラムス(on #8)
- Laudir - パーカッション(on #1)
- メリー・クレイトン、ブレンダ・ホロウェイ、パトリス・ホロウェイ - バッキング・ボーカル(on #1)
- サニー・ウィートマン - バッキング・ボーカル(on #2, #3, #6, #9, #10)
- マデリン・ベル（英語版） - バッキング・ボーカル(on #2, #6, #9)
- ロゼッタ・ハイタワー - バッキング・ボーカル(on #2, #9)
- スー・ウィートマン - バッキング・ボーカル(on #3, #6, #10)
- ニック・ハリスン - ストリングス・アレンジ(on #10)

## チャート成績
| チャート (1969年 - 2022年)  | 最高位 |
| --------------------------- | ------ |
| ドイツ (Offizielle Top 100) | 82     |
| UK アルバムズ (OCC)         | 29     |
| US Billboard 200            | 35     |